# Bernadette Villard
 (février 2023).
La mise en forme du texte ne suit pas les recommandations de Wikipédia : il faut le « wikifier ».
Les points d'amélioration suivants sont les cas les plus fréquents. Le détail des points à revoir est peut-être précisé sur la page de discussion.
- Les titres sont pré-formatés par le logiciel. Ils ne sont ni en capitales, ni en gras.
- Le texte ne doit pas être écrit en capitales (les noms de famille non plus), ni en gras, ni en italique, ni en « petit »…
- Le gras n'est utilisé que pour surligner le titre de l'article dans l'introduction, une seule fois.
- L'italique est rarement utilisé : mots en langue étrangère, titres d'œuvres, noms de bateaux, etc.
- Les citations ne sont pas en italique mais en corps de texte normal. Elles sont entourées par des guillemets français : « et ».
- Les listes à puces sont à éviter, des paragraphes rédigés étant largement préférés. Les tableaux sont à réserver à la présentation de données structurées (résultats, etc.).
- Les appels de note de bas de page (petits chiffres en exposant, introduits par l'outil «  Source ») sont à placer entre la fin de phrase et le point final[comme ça].
- Les liens internes (vers d'autres articles de Wikipédia) sont à choisir avec parcimonie. Créez des liens vers des articles approfondissant le sujet. Les termes génériques sans rapport avec le sujet sont à éviter, ainsi que les répétitions de liens vers un même terme.
- Les liens externes sont à placer uniquement dans une section « Liens externes », à la fin de l'article. Ces liens sont à choisir avec parcimonie suivant les règles définies. Si un lien sert de source à l'article, son insertion dans le texte est à faire par les notes de bas de page.
- La présentation des références doit suivre les conventions bibliographiques. Il est recommandé d'utiliser les modèles {{Ouvrage}}, {{Chapitre}}, {{Article}}, {{Lien web}} et/ou {{Bibliographie}}. Le mode d'édition visuel peut mettre en forme automatiquement les références.
- Insérer une infobox (cadre d'informations à droite) n'est pas obligatoire pour parachever la mise en page.

Pour une aide détaillée, merci de consulter Aide:Wikification.
Si vous pensez que ces points ont été résolus, vous pouvez retirer ce bandeau et améliorer la mise en forme d'un autre article.
 (février 2023).
Si vous disposez d'ouvrages ou d'articles de référence ou si vous connaissez des sites web de qualité traitant du thème abordé ici, merci de compléter l'article en donnant les références utiles à sa vérifiabilité et en les liant à la section « Notes et références ».
Bernadette Villard est une costumière française. Mariée, elle s'appelle maintenant Leah Lieber.

## Biographie
Créatrice de costumes pour le théâtre et le cinéma, diplômée de l’ENSATT (École nationale supérieure des arts et techniques du théâtre), Bernadette Villard a travaillé sur de nombreuses productions en France et en Angleterre. Elle a reçu en 1992 le Molière du meilleur créateur de costumes pour la pièce Célimène et Le Cardinal, et en 1994 le César des meilleurs costumes pour le film Germinal.
Parallèlement, elle peint sous le nom de Leah Lieber en utilisant de l’huile, de la cire sur des supports tels que l’ardoise, le zinc (des toits de Paris), le bois ou la toile. En addition, elle combine ses talents créatifs en costumes d’époque et de peinture en créant des portraits historiques où ses clients s’habillent et posent en recréant des scènes de peintures connues.
Entre 2000 et 2005, elle collabore avec la marque de vêtements pour enfants MANOMIA inspirés de son travail de costumes historiques et du monde entier.

## Théâtre
- 1986-1989 : La Double Inconstance de Marivaux au Théâtre de l’Atelier (avec Daniel Auteuil et Emmanuelle Béart) ; Deux sur la balançoire de William Gibson, au Théâtre de l’Atelier (avec Jean-Louis Trintignant et Nicole Garcia) ; Un mois à la campagne d’Ivan Tourgueniev au Théâtre Édouard VII (avec Isabelle Huppert) ; Autres Horizons de Harold Pinter pour la Comédie-Française au Festival d'Avignon, tous dans des mises en scène de Bernard Murat
- 1991 : Célimène et le Cardinal, mise en scène de Bernard Murat au Théâtre de la Porte-Saint-Martin (avec Ludmilla Mikaël et Gérard Desarthe), Molière des meilleurs costumes 1992
- 1993 : Antoine et Cléopâtre de William Shakespeare, mise en scène de Pascal Rambert à la MC 93 (avec André Marcon)
- 1995 : Un mari idéal d’Oscar Wilde, mise en scène d’Adrian Brine au Théâtre Antoine, nomination aux Molières 1996 ; Neige, mise en scène de Charles Tordjman au Théâtre du Vieux Colombier
- 1997 : Bel Ami de Guy de Maupassant, mise en scène de Didier Long au Théâtre Antoine (avec Pierre Casignard) ; Le Mari, la Femme et l’Amant de Sacha Guitry, mise en scène de Bernard Murat au Théâtre des Variétés (avec Pierre Arditi et Evelyne Bouix)
- 1998 : Il est important d'être fidèle d’Oscar Wilde, mise en scène de Jean-Luc Tardieu, Maison de la Culture de Loire-Atlantique-Nantes ; Frédérick d’Éric-Emmanuel Schmitt, mise en scène de Bernard Murat au Théâtre Marigny (avec Jean-Paul Belmondo), nomination aux Molières 1999
- 1999 - Les Portes du Ciel de Jacques Attali, mise en scène de Stéphane Hillel au Théâtre de Paris (avec Gérard Depardieu) ; Le Nouveau Testament de Sacha Guitry, mise en scène de Bernard Murat au Théâtre des Variétés (avec Jean-Pierre Marielle et Françoise Fabian)
- 2001 - La Jalousie de Sacha Guitry, mise en scène de Bernard Murat au Théâtre Edouard VII (avec Michel Piccoli et Anne Brochet) ; La Souricière d’Agatha Christie, mise en scène de Gérard Moulevrier, à La Comédie des Champs-Elysées ; I Do, I Do, comédie musicale mise en scène de Jean-Luc Tardieu au Théâtre 14 (avec Jean-Paul Bordes et Manon Landowski)
- 2002 - Sarah de John Murell, mise en scène de Bernard Murat au Théâtre Edouard VII (avec Robert Hirsch et Fanny Ardant, reprise par Anny Duperey), nomination aux Molières - 2003 ; Léo, mise en scène de Jean-Luc Tardieu au Théâtre de Paris (avec Bernadette Lafont)
- 2003 - A Chacun sa Vérité de Luigi Pirandello, mise en scène de Bernard Murat, création au Cado d’Orléans, puis au Théâtre Antoine à Paris ; Devinez Qui ? (Dix Petits Nègres) d’Agatha Christie, mise en scène de Bernard Murat au Théâtre du Palais Royal (avec Yves Gasc et Alice Taglioni)
- 2004 - Signé Dumas, mise en scène de Jean-Luc Tardieu au Théâtre Marigny (avec Francis Perrin) nomination aux Molières – 2004 ; Lunes de Miel (Private Lives) de Noel Coward, mise en scène de Bernard Murat au Théâtre Edouard VII (avec Pierre Arditi et Evelyne Bouix)
- 2005 - Un Fil à la Patte de Georges Feydeau, mise en scène de Francis Perrin, pour France 2 ; Landru de Laurent Ruquier, mise en scène de Jean-Luc Tardieu au Théâtre Marigny (avec Régis Laspalès)
- 2006 - Deux sur la Balançoire de William Gibson, mise en scène de Bernard Murat au Théâtre Edouard VII (avec Jean Dujardin et Alexandra Lamy)
- 2007 - La Femme Rompue de Simone de Beauvoir, mise en scène de Steve Suissa au Théâtre de l'Atelier (avec Evelyne Bouix)
- 2009 - Je t’ai Epousé par Allégresse de Natalia Ginsburg, mise en scène de Marie-Louise Bischofberger au Théâtre de La Madeleine (avec Valeria Bruni-Tedeschi et Stéphane Freiss) ; L’Amante Anglaise de Marguerite Duras, mise en scène de Marie-Louise Bischofberger au Théâtre de La Madeleine (avec Ludmilla Mikaël) ; Une Passion d’Anaïs Nin, mise en scène de Delphine de Malherbe au Théâtre Marigny (avec Evelyne Bouix)
- 2014 - L'Ile des Esclaves de Marivaux, mise en scène de Benjamin Jungers au Studio Théâtre de la Comédie Française
- 2015 - En Attendant Godot de Samuel Beckett, mise en scène de Jean-Pierre Vincent au Théâtre  du Gymnase à Marseille. Collabore aux costumes ;  La Dame aux Jambes d'Azur d’Eugène Labiche, mise en scène de Jean-Pierre Vincent au Studio Théâtre de la Comédie Française. Collabore aux costumes
- 2016 - La demande d'Emploi de Michel Vinaver, mise en scène de Gilles David au Studio Théâtre de la Comédie Française ;  Clouée au Sol de George Brant, mise en scène de Gilles David au Théâtre des Déchargeurs
- 2017 - L'Evènement d’Annie Ernaux, mise en scène de Françoise Gillard au Studio Théâtre de la Comédie Française
- 2018 - Les Créanciers d’August Strindberg, mise en scène d’Anne Kessler au Studio Théâtre de la Comédie Française
- 2019 - Chanson douce de Leïla Slimani, mise en scène de Pauline Bayle au Studio Théâtre de la Comédie Française ; Madame Favart' de Jacques Offenbach, mise en scène d’Anne Kessler à l’Opéra Comique
- 2021 - L’Orfeo de Monteverdi, mise en scène de Pauline Bayle à l’Opéra Comique
- 2023 - La Ballade de Souchon de Françoise Gillard et Amélie Wendling, mise en scène de François Gillard au Studio Théâtre de la Comédie Française

## Filmographie
(février 2023).
- 1993 : Germinal de Claude Berri (avec Gérard Depardieu, Miou-Miou et Renaud), César des meilleurs costumes 1994
- 1999 : Bérénice, téléfilm de Jean-Daniel Verhaeghe pour Arte (avec Carole Bouquet et Gérard Depardieu)
- 2001 : Madame de, téléfilm de Jean-Daniel Verhaeghe pour France 2 (avec Carole Bouquet et Jean-Pierre Marielle) ; La Bataille d'Hernani de Victor Hugo, téléfilm de Jean-Daniel Verhaeghe pour France 2 (avec Arielle Dombasle)
- 2004 : Sissi, l'impératrice rebelle, téléfilm de Jean-Daniel Verhaeghe pour France 2 (avec Arielle Dombasle)
- 2004 : Le Père Goriot d'Honoré de Balzac, téléfilm de Jean-Daniel Verhaeghe pour France 2 (avec Charles Aznavour) ; Jaurès, téléfilm de Jean-Daniel Verhaeghe pour France 3 (avec Philippe Torreton)
- 2005 : Galilée, scénario de Claude Allègre, téléfilm de Jean-Daniel Verhaeghe pour France 2 (avec Claude Rich et Jean-Pierre Marielle) ; Le Grand Meaulnes de Jean-Daniel Verhaeghe, sortie automne 2006 (avec Jean-Baptiste Maunier)
- 2006 : Le Clan Pasquier, téléfilm de Jean-Daniel Verhaeghe pour France 2 (avec Bernard Lecocq et Valérie Kaprisky)
- 2008 : Un long chemin de Robert Badinter, téléfilm de Jean-Daniel Verhaeghe pour France 2 (avec Charles Berling)
- 2009 : George et Fanchette, téléfilm de Jean-Daniel Verhaeghe pour France 3 (avec Ariane Ascaride et Anaïs Demoustier)
- 2010 : La Femme qui pleure, téléfilm de Jean-Daniel Verhaeghe pour France 2 (avec Amira Casar et Thierry Frémont)
- 2011 : Le Désert de l'amour, téléfilm de Jean-Daniel Verhaeghe pour France 3 (avec Emmanuelle Béart)

## Distinctions
- Molières 1992 : Molière du créateur de costumes pour Célimène et le Cardinal
- César 1994 : César des meilleurs costumes pour Germinal
- Chevalière de l'ordre des Arts et des Lettres (2004)
- Nominations aux Molières 1996 pour Un mari idéal, 1999 pour Frédérick, en 2003 pour Sarah et en 2004 pour Signé Dumas.

## Expositions
- 2011 : Peintures à la Mairie du 7ème Arrdt de Paris
- 2014 : Toits à la Mairie du 7ème Arrdt de Paris
- 2016 : On The Roof à Six Depot, West StocKbrige, Massachusetts, USA
- 2016 : Primitifs et Paris La Nuit au Lycée Jean Zay
- 2019 : Nature à la Mairie du 7ème Arrdt de Paris
- 2021 : Plein Champs à la Mairie du 7ème Arrdt de Paris